# پیرسون‌ویل (کالیفرنیا)
پیرسون‌ویل (به انگلیسی: Pearsonville) یک منطقهٔ مسکونی در ایالات متحده آمریکا است که در شهرستان اینیو، کالیفرنیا واقع شده‌است. پیرسون‌ویل ۱۰٫۹۳۵ کیلومتر مربع مساحت و ۱۷ نفر جمعیت دارد و ۷۶۶ متر بالاتر از سطح دریا واقع شده‌است.